# 海の上のピアニスト
『海の上のピアニスト』（うみのうえのピアニスト、伊: La leggenda del pianista sull'oceano、英: The Legend of 1900） は、1998年のイタリアのドラマ映画。監督はジュゼッペ・トルナトーレ、出演はティム・ロスとプルイット・テイラー・ヴィンスなど。豪華客船の中で生まれ、生涯船を降りることのなかったピアニストの物語で、原作はアレッサンドロ・バリッコの独白劇『ノヴェチェント』。

## ストーリー
第二次世界大戦の終戦直後、マックス・トゥーニーは愛用のトランペットを金に換えるために楽器屋を訪れた。彼はトランペットを売った後になって、店主にもう一度だけトランペットを吹かせて欲しいと頼む。彼の演奏を聴いた店主は、同じ曲がピアノで刻まれたレコードを持ち出し、曲と演奏者の名前を尋ねた。すると彼は、「1900（ナインティーン・ハンドレッド）」と呼ばれた男の物語を語り始める。
大西洋を往復する豪華客船ヴァージニアン号。その上で産み捨てられた赤ん坊を拾った黒人機関士のダニー・ブートマンは、その子に自分の名前、捨て置かれていた箱の名前、生まれた西暦などから「ダニー・ブードマン・T.D.（Thanks Danny）レモン・1900」と名付けて大切に育てる。しかし、ダニーは1900が8歳の時に事故で帰らぬ人となった。1900はダニーの葬儀で流れた音楽に惹かれ、ピアノを弾き始める。
1927年、成長した1900は嵐の夜に船酔いで動けないマックス（コーン）と出会い、共に船内でバンド演奏をすることになる。その誰も聴いたことの無い音楽の噂は瞬く間に広がった。そんな中、ジャズを生んだというピアニストのジェリー・ロール・モートンも噂を聞きつけ、ピアノ演奏による決闘を申し込んでくるが、奇跡のようなピアノ演奏で1900は見事にモートンを打ち負かす。
ある日、レコード会社が1900の音楽を世間に広めようと録音にやってきた。1900はろくに話も聴かず演奏を始める。この時、何気なく窓に目をやると美しい女がそこに見えた。彼はすぐに恋に落ちてしまい、演奏した音楽には愛が溢れていた。録音が終わると、1900は契約を破棄してレコードを持ち去る。
1900が何も行動できずにいると、彼女が船を降りる時がやってくる。1900は勇気を出して会話をするが、レコードを渡すことは人ごみで果たすことはできなかった。1900はレコードを割り砕き、ゴミ箱に捨ててしまう。
彼女に会いに行くために1900はついに船を降りることを決意する。仲間たちが見送る中、1900は階段をゆっくりと降りていった。しかし、途中で立ち止まり、何も言わずに船の上に戻ってきてしまう。それから月日は経ち、マックスも船を降り、1900だけが船に残り続けた。
1946年、楽器屋の店主から、戦争で朽ち果てたヴァージニアン号を解体するために、船にダイナマイトが仕掛けられたと知らされたマックスは、船内にまだ1900が残っていることを必死で訴え、強引に入船する。自らがゴミ箱から拾い上げ、後に楽器屋の店主が入手したレコードを借り出して。
しかし、いくら探しても船内に1900の姿は無く、レコードを流しても応答は無い。諦めかけたその時、マックスは暗がりに人影を見つける。1900の姿だった。マックスは船から降りて一緒に音楽をしたいと説得するが、1900が船から降りられない理由を聞かされると、返す言葉が無かった。
マックスが船を降りた後、船は爆音と共に海に沈んでいった。話を聞き終えた楽器屋の店主は、去り行くマックスにトランペットを返して見送る。

## キャスト
| 役名                       | 俳優                           | 日本語吹替                                                                  | 日本語吹替 | 日本語吹替                                                      | 日本語吹替 |
| 役名                       | 俳優                           | VHS・DVD版                                                                  | テレビ東京版 | BD版                                                            | 機内上映版 |
| -------------------------- | ------------------------------ | --------------------------------------------------------------------------- | --- | --------------------------------------------------------------- | ---------- |
| 1900                       | ティム・ロス                   | 三木眞一郎                                                                  | 宮本充 | 日野聡                                                          |            |
| マックス                   | プルイット・テイラー・ヴィンス | 玄田哲章                                                                    | 玄田哲章 | 小松史法                                                        | 牛山茂     |
| 少女                       | メラニー・ティエリー           | 樋浦茜子                                                                    | 小林さやか | 新田恵海                                                        |            |
| ダニー                     | ビル・ナン                     | 長島雄一                                                                    | 長島雄一 | 山寺宏一                                                        |            |
| ジェリー・ロール・モートン | クラレンス・ウィリアムズ3世    | 土師孝也                                                                    | 磯部勉 | 井上和彦                                                        |            |
| 店主                       | ピーター・ヴォーン             | 納谷悟朗                                                                    | 滝田裕介 | 柴田秀勝                                                        |            |
| 港長                       | ニール・オブライエン           |                                                                             | | 菊池康弘                                                        |            |
| 機械工のメキシコ人         | アルベルト・ヴァスケス         | 相沢正輝                                                                    | |                                                                 |            |
| 農夫                       | ガブリエレ・ラヴィア           | 伊藤和晃                                                                    | | 西垣俊作                                                        |            |
| その他                     | N/A                            | 黒田弥生 浅野まゆみ 岡本章子 火野カチコ 多田野曜平 後藤哲夫 長克巳 落合弘治 | 小林尚臣 矢島晶子 池田勝 西村知道 石住昭彦 内田直哉 田村勝彦 宝亀克寿 水野龍司 星野充昭 後藤敦 峰恵研 竹口安芸子 込山順子 金沢映子 野沢由香里 矢薙直樹 | 佐々木祐介 中務貴幸 高橋ちんねん 御子神孝次 浅井晴美 かとう有花 |            |
| 日本語版制作スタッフ       |                                |                                                                             | |                                                                 |            |
| 演出                       | 演出                           | 蕨南勝之                                                                    | 蕨南勝之 | サイトウユウ                                                    | 二瓶紀六   |
| 翻訳                       | 翻訳                           | 中村久世                                                                    | たかしまちせこ | 石田淳子                                                        |            |
| 調整                       | 調整                           | 佐藤隆一                                                                    | 金谷和美 |                                                                 |            |
| 制作                       | 制作                           | ビデオテック                                                                | ケイエスエス | チャンスイン                                                    |            |

- VHS・DVD版：2000年8月16日発売のVHSに初収録。
- テレビ東京版：初回放送2001年12月31日『年末特別ロードショー』
- BD版：2020年11月18日発売の「4Kデジタル修復版 Blu-ray」に初収録[6][7]。

## スタッフ
- 監督・脚本: ジュゼッペ・トルナトーレ
- 原作: アレッサンドロ・バリッコ『ノヴェチェント（イタリア語版）』
- 作曲・編曲・指揮: エンニオ・モリコーネ
- 撮影監督: ラホス・コルタイ
- 美術: フランチェスコ・フリジェッリ（イタリア語版）
- 衣装: マウリツィオ・ミレノッティ（イタリア語版）
- 装飾: ブルーノ・チェザーリ（イタリア語版）
- キャスティング: ファブリツィオ・サージェンティ・カステラーニ、ヴァレリー・マカフェリー、ジェレミー・ツィンマーマン
- 編集: マッシモ・クアリア
- 製作調整: ピエトロ・ノタリアーニ、フランチェスコ・トルナトーレ
- 視覚効果スーパーバイザー: デイヴィッド・ブッシュ
- プロダクションマネージャー: リカルド・ネリ
- ロケーションスーパーバイザー（外国）: ウォルター・マッシ
- 製作総指揮: ローラ・ファットーリ

## 作品の評価

### 映画批評家によるレビュー
Rotten Tomatoesによれば、41件の評論のうち高評価は54%にあたる22件で、平均点は10点満点中6.2点となっている。Metacriticによれば、28件の評論のうち、高評価は16件、賛否混在は10件、低評価は2件で、平均点は100点満点中58点となっている。

### 受賞歴
| - 第57回ゴールデングローブ賞 (アメリカ) - 最優秀作曲賞受賞 (エンニオ・モリコーネ) - 第4回ゴールデン・サテライト賞 (アメリカ) - 最優秀作曲賞ノミネート (エンニオ・モリコーネ) - 最優秀美術監督・美術デザイン賞ノミネート (フランチェスコ・フリジェッリ、ブルーノ・チェザーリ) - 第44回ダヴィッド・ディ・ドナテッロ賞 (イタリア) - 最優秀作品賞ノミネート - 最優秀監督賞受賞 (ジュゼッペ・トルナトーレ) - 最優秀美術賞受賞 (フランチェスコ・フリジェッリ) - 最優秀脚本賞ノミネート (ジュゼッペ・トルナトーレ) - 最優秀音楽賞受賞 (エンニオ・モリコーネ) - 最優秀撮影賞受賞 (ラホス・コルタイ) - 最優秀衣装デザイン賞受賞 (マウリツィオ・ミレノッティ) - 最優秀編集賞ノミネート (マッシモ・クアリア) - 審査員賞受賞 (ジュゼッペ・トルナトーレ) | - 第54回ナストロ・ダルジェント賞 (イタリア) - 最優秀製作賞受賞 - 最優秀作品監督賞受賞 (ジュゼッペ・トルナトーレ) - 最優秀美術賞受賞 (フランチェスコ・フリジェッリ) - 最優秀脚本賞受賞 (ジュゼッペ・トルナトーレ) - 最優秀衣装デザイン賞受賞 (マウリツィオ・ミレノッティ) - 特別賞受賞 (エンニオ・モリコーネ) - 第12回ヨーロッパ映画賞 (ヨーロッパ) - 最優秀撮影監督賞受賞 (ラホス・コルタイ、『太陽の雫』に対しても) - 第7回キャメリメージ国際撮影技術映画祭 (ポーランド) - ゴールデン・フロッグ賞ノミネート (ラホス・コルタイ) - Guild of German Art House Cinemas賞 (ドイツ) - 外国映画賞銀賞受賞 (ジュゼッペ・トルナトーレ) |

## その他
- イタリアで公開されたオリジナル版の上映時間は170分。アメリカなどで公開された120分版はファイン・ライン・フィーチャーズによるもので、タイトルやクレジットが英語になっている。日本で公開されたのもファイン・ライン版で、米伊合作とされているのはそのためである。日本では本作のオリジナル版のDVD化はされていない。2020年に日本で劇場公開版の4Kデジタル修正版とオリジナル版が公開されBlu-rayでもリリースされた。
- イタリア盤のサウンドトラックは収録曲数が多い。通常の国際盤には、踊るようにピアノを弾く場面で流れる「マジック・ワルツ」などが収録されていない。
- ヴァージニアン号という船は実際にあり、1904年に完成し、1954年ごろに廃船となった[10]。また、船の撮影にはスタジオのセットのほかに貨物船を改造したものが使われた。
- 作中に登場するピアニスト、ジェリー・ロール・モートンは実在の人物である。
- ピアノの演奏シーンは、ティム・ロス本人によるものではあるが、演奏自体はプロのピアニストによる別撮りである。